# Varanus timorensis
El varano de Timor (Varanus timorensis) es una especie de varánido que se encuentra en algunas islas indonesias, Timor, Nueva Guinea, Samoa y buena parte de Australia.

## Descripción
El varano de Timor generalmente es de color verde oscuro o casi negro, con puntos brillantes de color amarillo dorado que recorren toda su espalda y un coloreado de amarillo-paja en por debajo. Tienen una nariz puntiaguda, excelente vista, dientes filosos, y una larga cola. También tienen largas y afiladas garras que le sirven para trepar. La especie crece hasta un largo de 50 a 70 centímetros.
- Datos: Q948184
- Multimedia: Varanus timorensis / Q948184
- Especies: Varanus timorensis